# Nils Aschenbeck
Nils Aschenbeck (* 13. März 1965 in Hamburg) ist ein deutscher Journalist, Buch-Autor und Verleger.

## Leben
Nach dem Abitur 1984 in Delmenhorst studierte Aschenbeck Geographie, Kunstgeschichte und Kulturwissenschaft an den Universitäten  Bochum, Bremen und Zürich. Ab 1987 arbeitete er als freier Mitarbeiter bei Radio Bremen, dem Norddeutschen Rundfunk und dem Westdeutschen Rundfunk sowie ab 1990 für verschiedene Zeitungen und Zeitschriften, u. a. für das Feuilleton des Weser-Kuriers, der Badischen Zeitung und der Frankfurter Allgemeinen Zeitung sowie für die archithese in Zürich.
Seit 1994 hat Aschenbeck Lehraufträge an der Universität Bremen und der Universität Vechta zu architekturhistorischen Themen. 1997 promovierte er zum Dr. phil. Er ist der Neffe des Schriftstellers Udo Aschenbeck.

## Werke
- Die Moderne, die aus den Sanatorien kam. Reformarchitektur und Reformkultur um 1900. Aschenbeck und Holstein, Delmenhorst [1997]; ISBN 3-932292-08-1 (zugl.: Bremen, Universität, Dissertation, 1997)
- Einfaches Bauen – Ernst Becker – Leben und Werk eines Architekten. Aschenbeck & Holstein, Delmenhorst 1999, ISBN 3-932292-15-4.
- Packendes über Bremens letztes Packhaus. Aschenbeck und Holstein, [Delmenhorst] 2000
- Linoleum. Hatje Cantz, Ostfildern-Ruit 2000
- Kirchen und Kirchhöfe an Hunte und Weser. Isensee, Oldenburg 2000
- Die "Jute" in Delmenhorst – erste Fabrik zwischen Weser und Ems. Rieck, Delmenhorst [2000?]
- Klinkerkunst. Isensee, Delmenhorst 2001
- Die Bremer Altstadt. Verlag Atelier im Bauernhaus, Fischerhude 2001
- Oldenburg aus der Luft gesehen. Isensee, Oldenburg 2002
- Bremen-Nord aus der Luft. Aschenbeck und Holstein, Delmenhorst 2002
- Wangerooge. Isensee, Oldenburg 2002
- Häuser, Türme und Schiffe gebaut aus Beton. Aschenbeck und Holstein, Delmenhorst 2003
- Wassertürme im Nordwesten. Isensee, Oldenburg 2003
- 100 Jahre Buch- und Kunsthandlung Franz Leuwer. Mit einem Grußwort von Erwin Miedtke. Bremen: Donat, 2003
- Schnelldampfer, Landhäuser und Kaffee HAG. Aschenbeck und Holstein, Delmenhorst 2004
- Vom Hackeschen Markt zum Prenzlauer Berg. Aschenbeck und Holstein, Delmenhorst 2004
- Brake. Aschenbeck und Holstein, Delmenhorst [2004?]
- Bremen aus der Luft gesehen. Isensee, Oldenburg 2004
- Künstlerkolonie Dötlingen. Aschenbeck und Holstein, Delmenhorst 2005
- Schnelldampfer Bremen. Aschenbeck und Holstein, Delmenhorst 2005
- Hochhäuser Berlin-Mitte und andere Bauten der DDR-Moderne. Aschenbeck und Holstein, Delmenhorst 2005
- Industriekultur Delmenhorst 1790 – 2000. Isensee, Oldenburg 2005
- mit Hartmut Roder: Die Schlachte in Bremen. Isensee, Oldenburg 2005
- 33 Häuser in Bremen – 33 Bremer Geschichten. Aschenbeck und Holstein, Delmenhorst [2005?]
- Aalto-Hochhaus, Bremen 1961. Aschenbeck & Holstein, Delmenhorst [2007]
- mit Bernd Oeljeschläger: Die Hunte – Von Wildeshausen bis Oldenburg. Informativer Kultur- und Naturführer. CULTURCON medien, Wildeshausen 2007; ISBN 978-3-939401-12-4
- Delmenhorst. Aschenbeck, Bremen 2008
- Radio Bremen. Aschenbeck, Bremen 2008
- Identität, Flucht. Aschenbeck, Bremen 2008
- Rügen. Aschenbeck, Bremen 2008
- Böttcherstraße. Aschenbeck, Bremen 2008
- Uckermark. Aschenbeck, Bremen 2009
- Villen in Berlin – Kleiner Wannsee,  mit der Colonie Alsen und dem Kleist-Grab. Imhof Verlag, Petersberg 2011, ISBN 978-3-86568-660-2.
- Peter Deeg – Verstrickt im 20. Jahrhundert, München 2016.

## Auszeichnungen
- 1986 Bremer Preis für Heimatforschung für eine Arbeit über den Architekten Heinz Stoffregen
- 1993 Deutscher Preis für Denkmalschutz (Journalistenpreis)